# Premis Filmfare
Els Filmfare Awards (Premis Filmfare) són uns premis anuals del cinema de l'Índia que recompensen les pel·lícules produïdes en llengua hindi. El nom prové de la revista especialitzada Filmfare, pertanyent al poderós grup de premsa The Times Group que organitza i esponsoritza l'esdeveniment. La cerimònia dels Filmfare és una de les celebracions cinematogràfiques més antigues i importants del cinema indi, considerada sovint com l'equivalent dels Oscars en la indústria del cinema hindi (coneguda com a Bollywood).
Els premis van ser atorgats per primera vegada el 1954, el mateix any que els National Film Awards (premis d'àmbit estatal que recompensen la filmografia feta en totes les llengües de l'Índia). El 1956 es va instaurar un sistema de doble vot en virtut del qual, els Filmfare Awards són votats alhora pel públic i per un comitè d'experts (en contrast amb els National Film Awards, que es decideixen a través d'un panell designat pel Govern de l'Índia).
Al començant aquests premis es varen anomenar The Clares, en l'honor d'un crític de cinema de la revista Filmfare, i només es van proposar cinc categories: millor pel·lícula, millor director, millor actor, millor actriu i millor director musical. Amb el pas del temps, el nombre de premis concedits es van anar incrementant fins que el 2010 se'n van proposar 37.
Hi ha una categoria de premis reservada a la crítica de cinema, on els trofeus són concedits exclusivament pels crítics sense tenir compte dels vots populars. Aquest doble format ha generat certa controvèrsia entre els espectadors i els beneficiaris.

## Premis
Els premis es lliuren en les següents categories:

### Premis al mèrit artístic
- Millor pel·lícula
- Millor director
- Millor actor
- Millor actriu
- Millor actor secundari
- Millor actriu secundària
- Millor actuació en un rol negatiu (categoria abolida el 2007)
- Millor actuació en un rol còmic (categoria abolida el 2007)
- Millor actor debutant
- Millor actriu debutant
- Millor director musical
- Millor lletrista
- Millor cantant masculí de playback
- Millor cantant femenina de playback

### Premis de la crítica
- Filmfare de la crítica a la millor pel·lícula
- Filmfare de la crítica a la millor actuació (d'actor o d'actriu)
- Filmfare de la crítica al millor documental

### Premis especials
- Conjunt de la carrera
- Power Award (personalitat més influent de l'any)
- Premi especial (esporàdic)
- Millor espectacle de l'any
- RD Burman per a un nou talent musical

### Premis tècnics
- Millor acció
- Millor direcció artística
- Millor banda sonora
- Millor fotografia
- Millor muntatge
- Millor coreografia
- Millor història
- Millor guió
- Millors diàlegs
- Millor so
- Millors efectes especials
- Millor disseny de vestuari